# Face Off (Grimm)
Face Off (conocido como "El Enfrentamiento" en Latinoamérica) es el decimotercer episodio de la segunda temporada de la serie de televisión estadounidense de drama/policíaco/sobrenatural/Fantasía oscura: Grimm. El guion principal del episodio fue escrito por los creadores de la serie David Greenwatl y Jim Kouf, y la dirección general estuvo a cargo de Terrence O Hara.
El episodio se transmitió originalmente el 8 de marzo del año 2013 por la cadena de televisión NBC y por lo tanto fue el episodio de la temporada en reanudar su emisión en la televisión. En el caso de Latinoamérica el episodio debutó hasta cuatro meses después de su estreno oficial en su país de origen; el 8 de julio del mismo año por el canal Universal Channel con doblaje al español estándar y subtítulos disponibles.
En este episodio Renard trata de conseguir la llave de la tía Marie aprovechándose de que ha encontrado el tráiler del Grimm que usa como base de información. Mientras con la ayuda de Rosalee, Monroe le comenta a Nick la posibilidad de haber encontrado una cura para el mal que ata a Juliette a tener una insoportable lujuria y atracción por el capitán Renard. 

## Argumento
Luego de haberse enterado de que la persona de la que está enamorada Juliette no es nadie más que el mismo capitán Renard; Nick queda muy enfadado y por un momento contempla de desquitare con su jefe, pero es disuadido por su aliado Wesen de no hacer ninguna imprudencia. Poco después este recibe una llamada para investigar el homicidio de los cuatro hundjagers que recientemente asesino junto a Monroe. En el interior del tráiler de la tía Marie, Renard analiza la base del Grimm con ayuda de un Scharfblicke, para poder apoderarse de la llave, pero se ve en la obligación de retirarse del lugar al recibir una llamada par ir a analizar la misma escena del crimen en la que se encuentra Nick. En la escena Nick actúa con enorme autocontrol ante su reciente descubrimiento, pero lanzando ciertas indirectas sobre el capitán.
Al día siguiente en la comisaría, Renard se entera por boca de su espía en Viena que uno de sus aliados murió, la llamada telefónica es interrumpida por la llegada de Nick y Wu, quienes le muestran una grabación del hotel; en la que se ve a Monroe huyendo del hotel y poco después a las víctimas salir del mismo lugar. Dado que ni Wu y Renard reconocen al Blutbad, Nick se las arregla para convencer a sus compañeros de que el vídeo no sirve como evidencia. Mientras en otra parte Monroe recibe una llamada de Rosalee quien le confirma que su tía ya se siente mejor y que por lo tanto tiene planeado volver a Portland.
Esa misma noche, en la casa de Juliette; Renard y la propietaria comienzan a prepararse para ceder ante la vibrante lujuria que existe entre los dos, pero Juliette no se siente bien y en un acto de defensa, le dispara al capitán con su propia arma. El disparo finalmente es investigado por Wu y Nick; el Grimm aprovecha la ocasión para comentarle a su exnovia que ya sabe quién es su nueva pareja. En la comisaría de Portland, Renard se topa con Adalind, quien ha sido puesta en libertad condicional. El policía finge llevarla al lugar donde encontró el tráiler para convencerla de revocarle la maldición que sufre, pero en su lugar la mujer, le sugiere que desate todos sus deseos con ella y al comenzar a besarse, Adalind alienta a su interés romántico a mostrarle su verdadera forma y tras una breve pausa los dos comienzan a hacer el amor.
A la mañana siguiente, Nick y Monroe reciben a Rosalee de regreso, quien les comenta que cree saber cual es el problema. Después de tener una conversación en la que juntan las pistas y les dan significado, los tres llegan a la conclusión de que Renard es el noble que se sometió al proceso de purificación realizado por Catherine Schade y por lo tanto el responsable de despertar a Juliette del coma. Debido a que los tres no tienen a la gata responsable de infectar a Juliette, Rosalee señala que tendrán que recurrir a un nuevo plan: someter a Nick al mismo proceso de purificación que Renard. Antes de beber la poción, Nick recibe una llamada de un recuperado Hank, quien pudo observar como el capitán Renard estaba buscando algo en su escritorio. Dándose cuenta de que el noble ha conseguido la llave, Nick pospone el proceso de purificación y hace lo posible por alcanzar al capitán Renard.
En otra parte Renard se ve con Adalind, pero le miente diciendo que no encontró la llave. Al escuchar eso, Adalind le explica que se le acabó el tiempo y procede a retirarse de Portland para regresar a Viena. Poco después Renard cita a Nick a verse en un lugar privado. Los dos se ven en la casa del cartero; el primer criminal Wesen que Nick detuvo cuando sus poderes comenzaron a manifestarse por primera vez. Nick y Renard tienen una pequeña pelea, pero se detienen luego de que Reanrd confiesa estar del lado del Grimm y admite que está dispuesto a realizar lo que sea para acabar con el hechizo que lo hacen desarrollar sentimientos por Juliette.
Nick y Renard buscan a Juliette, y los tres finalmente se someten al primer paso para eliminar el hechizo. Nick bebe el proceso de purificacón, pero este cae bajo los mismos efectos que Renard.
En Viena, Adalind se somete a una prueba de embarazo, la cual da como resultado positivo.

## Elenco
- David Giuntoli como Nick Burkhardt.
- Russell Hornsby como Hank Griffin.
- Bitsie Tulloch como Juliette Silverton.
- Silas Weir Mitchell como Monroe.
- Sasha Roiz como el capitán Renard.
- Reggie Lee como el sargento Wu.
- Bree Turner como Rosalee Calvert.
- Claire Coffee como Adalind Schade.

## Producción
La frase tradicional al comienzo del episodio hace referencia a Ferdinand Foch, una figura destacada de la Primera Guerra Mundial.
Existe una escena extendida del episodio que incluye a Renard y a Adalind teniendo una conversación tras haber tenido sexo.

### Actuación
El episodio presentó el retorno de Rosalee Calvert, gracias a que la actriz Bree Turner dio a luz a su hijo el año pasado. Sobre ello la actriz comentó: "Llegué a Portland justo a tiempo... en lo que respecta a la condición de Juliette y esas cosas."

### Guion
El episodio por fin presentó a los personajes Nick y el Capitán Renard enfrentándose por quiénes son en realidad. Sobre el acontecimiento el actor David Giutoli comentó: 

"En una situación así, él tiene una ventaja de altura sobre mí, pero yo tengo una ventaja de rabia sobre él".

En el mismo artículo de TVGuide, la actriz Claire Coffe comentó un poco sobre el desarrollo de su personaje y sus motivaciones:

"Adalind se está volviendo más perra que en mis sueños más salvajes. Ni siquiera le importa lo que le pasó a su gato".

### Continuidad
- Nick y sus aliados por fin se enteran de quién es el capitán Renard.
- Monroe y Nick mencionan a Catherine Schade y su desafortunada muerte a manos de Kelly Burkhardt.
- Adalind regresa a Viena.

## Recepción

### Audiencia
En el día de su transmisión original en los Estados Unidos por la NBC, el episodio fue visto por un total de 5.030.000 de telespectadores.

### Crítica
Kevin McFarland de AV Club le dio a episodio una b+ en una categoría de la A a la F argumentando: "No es una parodia del episodio de Breaking Bad del mismo nombre, pero es otro paso en la dirección correcta que hace del show uno más observable y más divertido. Aunque se trata de una hora de elementos serios y de algunos errores evidentes, Face Off se las arregla para resolver uno de los grandes y persistentes problemas de Grimm, dejándonos dos grandes cliffhangers, uno para la próxima semana y otro para el resto del año."